# Šalovci
Šalovci (mađarski: Sall, njemački: Schabing), naselje i središte istoimene općine u sjevernoj Sloveniji. Šalovci se nalaze u sjevernom dijelu Prekomurja u blizini granice s Mađarskom.

## Stanovištvo
Prema popisu stanovništva iz 2002. godine Šalovci su imali 462 stanovnika.

## Poznate osebe
- Mihael Bakoš slovenski pisac, evangelički svećenik, zalski i šomodski dekan.
- Mihael Županek slovenski pisac, pjesnik
- Janoš Županek slovenski pisac, pjesnik (sin Mihaela)
- Vilmoš Županek slovenski pisac, pjesnik (sin Janoša i unuk Mihaela)

## Vanjske poveznice
- Satelitska snimka naselja, plan naselja  Arhivirana inačica izvorne stranice od 29. srpnja 2017. (Wayback Machine)